# David Marr (journaliste)
Cet article concerne le journaliste. Pour le chercheur en neurosciences, voir David Marr.
Pour les articles homonymes, voir Marr.
David Ewan Marr, né le 14 juillet 1947 à Sydney, est un écrivain, journaliste et commentateur politique australien, auteur de plusieurs ouvrages socio-politiques et de biographies. Il s'intéresse à la vie politique australienne, à la liberté de presse, à l'art et à la littérature. Il écrit pour The Monthly, The Saturday Paper et Guardian Australia. Il apparaît régulièrement dans les émissions de débats de la chaîne de télévision australienne ABC, comme Q&A et Insiders.

## Carrière
David Marr est éduqué au lycée anglican Sydney Church of England Grammar School de North Sydney, puis à l'université de Sydney, où il se spécialise en histoire de l'art et en droit. Ensuite il débute comme clerc stagiaire au cabinet d'avocats Allen, Allen & Hemsley, avant de se diriger vers le journalisme.
David Marr commence sa carrière de journaliste pigiste au magazine The Bulletin et au journal The National Times, avant d'être accrédité en 1981–1982. Il s'intéresse alors aux articles de David Hickie qui détaillent les allégations de corruption contre l'ancien Premier ministre de Nouvelle-Galles du Sud, Robert Askin, mort en 1981.
Il joue le rôle d'un reporter pour la série Four Corners diffusée sur la chaîne ABC (1985, 1990–1991), rôle pour lequel il remporte le Walkley Award. Il présente à la radio (Radio National) de 1994 à 1996, l'émission Arts Today. De 2002 à 2004, il est sur ABC TV pour l'émission Media Watch. Il est souvent invité à l'émission de débats Insiders. Il se bat contre la corruption, notamment dans les milieux politiques et médiatiques et s'oppose à David Flint qui dirige la chaîne. En 2002, Marr déclare à l'émission Media Watch que la chroniqueuse conservatrice Janet Albrechtsen a mal retranscrit une citation du psychiatre français Jean-Jacques Rassial, le faisant intentionnellement afin de démontrer que la violence et les viols en tournantes sont des éléments constitutifs de la « culture » des jeunes hommes musulmans.
Janet Albrechtsen n'a pas nié avoir été à l'origine de cette citation mal retranscrite, mais a répondu en accusant Media Watch de gauchisme inhérent et de mener délibérément une chasse aux sorcières contre les opposants aux idées de gauche politiquement correctes. Lorsque la ministre de la Communication, la sénatrice Helen Coonan, nomme Janet Albrechtsen au comité de direction d'ABC en février 2005, David Marr s'interroge publiquement sur le fait de savoir si elle est vraiment qualifiée pour ce genre de poste, à la lumière de ce qu'il décrit comme « des manquements contre l'éthique du journalisme. ».
Il est cité en 2008 par Same Same, comme l'un des homosexuels australiens les plus influents, notamment à propos de sa couverture de l'affaire Bill Henson,.
David Marr s'est déclaré maintes fois en faveur d'une réforme de la loi à propos de la consommation de drogue. Il a d'ailleurs rapporté que dans la vie il s'était « bien amusé en prenant différentes drogues »... qu'il avait eu « beaucoup d'expériences merveilleuses », qu'il avait énormément « fréquenté les boîtes de nuit » et s'était « éclaté » et n'en avait « pas honte ». Il ne voit pas où était le mal.
Marr annonce sa démission du Sydney Morning Herald le 13 juillet 2012, déclarant que « les gens sous-estiment le fait que je suis quelqu'un de profondément attaché à la norme. Je vais avoir 65 ans et je sens que c'est le bon moment de partir. »
Il rejoint en avril 2013 la rédaction du Guardian Australia.

## Publications
David Marr a publié plusieurs livres dont une biographie remarquable de l'auteur australien prix Nobel de littérature Patrick White (1912-1990). Elle remporte le prix The Age Book of the Year  et le prix New South Wales Premier's Literary Award for Non-Fiction. Il a publié récemment conjointement avec Marian Wilkinson, Dark Victory, qui traite de la campagne des élections fédérales australiennes de 2001,  et notamment de la vague suscitée dans l'opinion par l'affaire Tampa.
- 1980 Barwick, Allen & Unwin,  (ISBN 978-1-86373-269-7)
- 1984 The Ivanov Trail, Nelson,  (ISBN 978-0-17-006405-7)
- 1991 Patrick White: A Life, Vintage Classics,  (ISBN 978-1-74166-757-8)
- 2000 The High Price of Heaven
- 2004 Dark Victory (avec Marian Wilkinson),  (ISBN 0-14-300258-9)
- 2007 His Master's Voice: The Corruption of Public Debate under Howard in the Quarterly Essay, no 26,  (ISBN 978-1-86395-405-1)
- 2008 The Henson Case, The Text Publishing Company,  (ISBN 978-1-921520-03-7)
- 2010 Power Trip: The Political Journey of Kevin Rudd[10],[11],
- 2011 Panic, Black Inc,  (ISBN 978-1-86395-551-5)
- 2012 Political Animal: The Making of Tony Abbott[12], in the Quarterly Essay, no 47,  (ISBN 978-1-92187-094-1)
- 2013 The Prince: Faith, Abuse and George Pell, in the Quarterly Essay, no 51,  (ISBN 978-1-86395-405-1)

## Prix
- Liberty Victoria Voltaire Award 2012[13]
- Alfred Deakin Prize for an Essay Advancing Public Debate, for 'Do Not Disturb: Is the Media Asleep?'
- Victoria Premier's Literary Awards 2006
- Walkley Awards 2004 (conjointement), 1991 et 1985